# گروه ساده
در ریاضیات، یک گروه ساده (به انگلیسی: Simple Group)، یک گروه نابدیهی است که تنها زیرگروه‌های نرمال آن، گروه بدیهی و خود گروه است. یک گروه که ساده نباشد را می توان به گروه‌های کوچکتری تجزیه کرد. یک گروه که ساده نباشد را می توان به دو گروه کوچک‌تر تجزیه کرد که زیرگروه نابدیهی و محض نرمال و گروه خارج قسمتی متناظر با آن است. این فرایند را می‌توان تکرار کرد و برای هر گروه متناهی در نهایت توسط قضیه جوردن-هولدر تعداد معینی گروه ساده بدست می آید.
دسته‌بندی کاملی از گروه‌های ساده متناهی در سال ۲۰۰۴ میلادی بدست آمد که دستاوردی عمده در تاریخ ریاضیات بود.